# Ernst-Ludwig Wagner
Ernst-Ludwig Wagner (* 20. Juli 1950 in Mainzlar) ist ein hessischer Politiker (SPD).
Der gelernte Maschinenschlosser hat sich auf dem zweiten Bildungsweg die Qualifikation eines staatlich geprüften Maschinenbau-Technikers erworben und bis zum Einstieg in die hauptamtliche Politik 1987 in der Wirtschaft gearbeitet. Er ist verheiratet und hat drei Töchter. 
Von 1987 bis 2003 gehörte Wagner als jeweils direkt gewählter Abgeordneter des Wahlkreises Marburg-Biedenkopf-West dem Hessischen Landtag an. Zuvor war er seit 1977 in seiner Heimatgemeinde Angelburg als Kommunalpolitiker tätig. Im Landkreis Marburg-Biedenkopf gehörte er von 1993 bis 2006 dem Kreistag an. Seit 2001 übt er in seiner Heimatgemeinde das Amt des ehrenamtlichen 1. Beigeordneten aus.
Nach seinem Ausscheiden aus der Landespolitik hat er die Aufgabe eines Regionalmanagers für die Region Lahn-Dill-Bergland übernommen.
2012 wurde ihm das Bundesverdienstkreuz am Bande verliehen.